# Río Catumbela
El río Catumbela, también Catumbella, es un corto río costero africano de la parte central de Angola, que tiene sus fuentes en las colinas de Cassoco y desemboca a través del estuario de Catumbela en el océano Atlántico, en la homónima ciudad de Catumbela (más de 200,000 (2011) hab. en 2011), entre las ciudades de Lobito y Benguela. El río tiene una longitud de  240 km.
El Catumbela abastece de agua a la ciudad de Lobito. La boca del Catumbela destaca como una región con vegetación verde rodeada de tierra estéril a lo largo de la costa y un par de millas tierra adentro, donde corta una garganta a través de las montañas desnudas.
Sus principales afluentes son el río Cuiva, en la margen derecha, y el río Cubal, en la margen izquierda.
El Catumbela fue un centro del comercio de esclavos al Nuevo Mundo hasta que fue prohibido tal comercio en 1836. Portugal entonces construyó un fuerte en la desembocadura del río y creció una pequeña comunidad en la zona. Las exportaciones de aceite de palma, caucho, serviçais (sirvientes), ron, azúcar y otros bienes comercializados desde tierra adentro apoyaron un pequeño pueblo con varios cientos de colonos portugueses. La empresa azucarera Cassaquel, fundada en 1913, y más tarde llamado Primeiro de Maio operó en las orillas del río y llegó a convertirse en el mayor productor de azúcar en Angola. Se cerró en 1990, pero en su apogeo empleó a más de 5.000 personas que vivía en decenas de pueblos de la compañía.
Dos presas construidas en el río Catumbela producen energía eléctrica para las áreas de Lobito y Benguela. La presa de Lomaum, en la provincia de Benguela, construida en 1965, y destruida por la UNITA en 1983, fue más tarde reconstruida con ayuda portuguesa.
El ferrocarril de Benguela construyó un puente sobre el río en 1905. Un nuevo puente de 438 m de largo, terminado en 2009, atraviesa el río en la carretera de Lobito a Benguela.

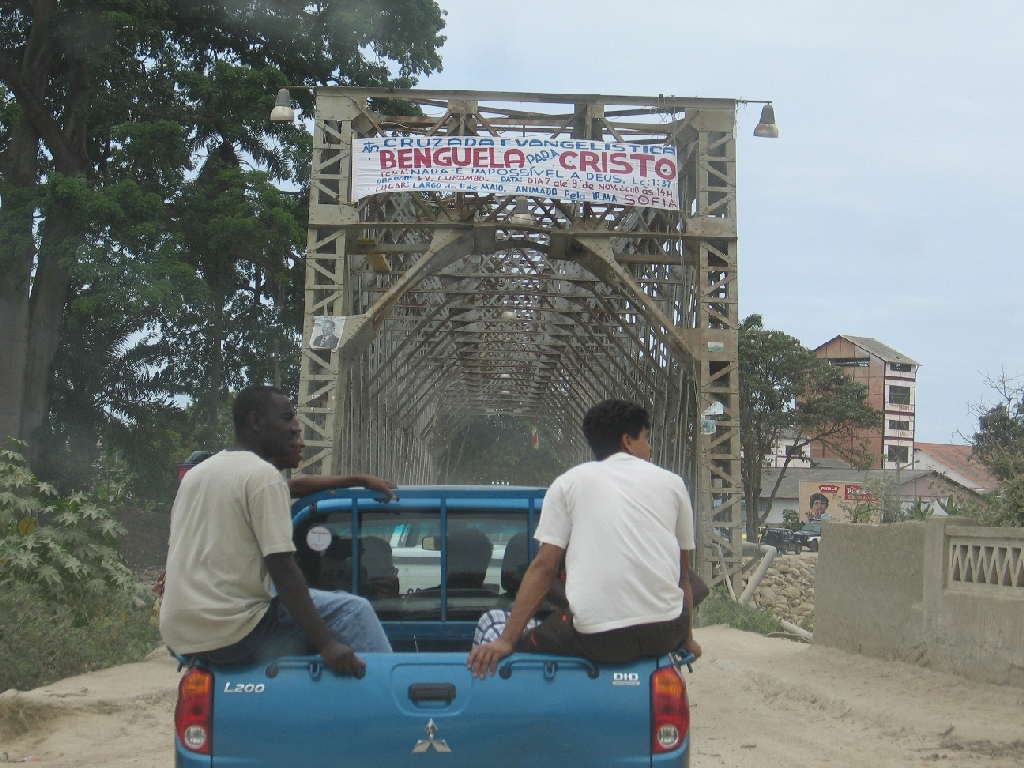
Viejo puente sobre el río en el Catumbela